# Морска навигация

## Морска навигация
Морската навигация (от лат. navigato) е наука и практическа дейност за управление на кораба, която решава следните задачи: определяне на мястото на кораба относно околната обстановка и избор на движението (посоката, скоростта, маршрута) към желано крайно място.
Навигацията трябва да осигури безопасен маршрут, достатъчна бързина на плаването, а понякога и други предпочитани показатели.
Лицето, което я осъществява на кораба, се нарича навигатор или щурман.
Видове морска навигация:
според метода на работа – лоцманска и щурманска (инструментална, научна)
според използваните средства – визуална, радарна, радионавигация, инерциална, спътникова и астронавигация.[1, 4, 5]

## История на развитието
В древността, след появата на първите плавателни средства, възникват понятията корабоплаване и управление на кораба, които по-късно на латински са означени с една дума – navigato. Развитието на корабоплаването предизвиква постепенно диференциране на термините. „Навигация“ се отделя като изкуство за управление на кораба. Този термин и основните принципи, изработени в морската навигация, са възприети и в по-новите транспортни средства – въздушни, сухопътни, космически.
Първоначално корабите са малки и с ограничени възможности, а моряците не знаят как да се ориентират. Това ги принуждава да плават само денем и в близост до брега. Морякът, който управлява кораба, разчита само на собствените си знания, умения и наблюдателност. По-късно този метод на управление е наречен лоцмански. По такъв начин древните моряци от Близкия изток проучват цялото Средиземно море, плават около африканските брегове (2750 г. пр.н.е.), викингите опознават Западна Европа, Гренландия и дори достигат Америка (1002.). Лоцманската навигация днес се прилага ограничено, напр. при влизане в пристанището, или на малки плавателни средства, но предимно като допълнение към щурманската навигация, която се осъществява със специални средства, които съдържат или обработват информацията, необходима за управлението на кораба.
Първите опити за създаване на морски карти принадлежат на хората от тихоокеанските острови. Запазена е такава карта от Маршаловите острови (около 2000 г. пр.н.е.), в която няколко раковини, изобразяващи острови, са заплетени в мрежа от пръчки.
Предпоставките за създаване на точни карти са във възникването на географията. Древногръцките учени (Ератостен, Хипарх, II в. пр. н.е) разкриват сферичната форма на Земята, въвеждат понятията за координати (географска ширина и дължина) и съставят първите карти на света – естествено този, който са познавали, т.е. Средиземно море и прилежащите му части от Европа, Азия и Африка. (фиг.2). От най-дълбока древност са формулирани основните посоки на света – север, юг, изток и запад, обосновани с движението на Слънцето. Древногръцките моряци се опитват за създадат точна система за определяне на посоките, известна като морска роза. Една от първите е морската роза, построена с център остров Родос, която разделя хоризонта на 12 части. През средните векове тази система се построява с все повече деления, които са назовани румбове.
Първият инструмент за навигационни измервания е компасът. Първообразът му е изобретен от китайците, вероятно преди новата ера, и може само да определя посоката север. През XI в. италианецът Джойя изработва компас, удобен за използване в корабни условия. Развитието на морския компас го превръща в прибор за измерване на всички посоки, които са формулирани като азимути или курсове, а повишаването на точността му довежда до утвърждаването на градуса като мерна единица за ъгъл в навигацията. Морската роза е преименувана на „компасна“ и е начертана на компаса, а след това и на морските карти.
В Близкия изток през древността се изучават звездите и са очертани съзвездията. Особено внимание се отделя на Полярната звезда, която се използва за ориентиране, а след изобретяването на астролабията (II век пр.н.е.) – и за определяне на географската ширина.
В Европа в ранното Средновековие се превеждат и изучават книгите на арабските и древногръцките учени, започва и изработване на компаси и астролабии. Европейците строят все по-големи и сигурни кораби, като важен етап е построяването на ветроходни кораби, които могат да се движат и срещу вятъра. Развитието на западноевропейските страни довежда до нови икономически възможности и търсения, вкл. Великите географски открития. Тези открития са извършени след продължителни и опасни плавания, за което свидетелства големият процент на загубени хора и кораби. Рискът е особено голям в навигационно отношение: в повечето случаи мореплавателите нямат карти, пълноценно определяне на координатите все още е невъзможно, състоянието на времето се оценява на око и прогнози се правят на основата само на наблюдаваните местни признаци. Днес е трудно да си представим, че великият мореплавател Колумб стига до отчаяние, когато на връщане от Америка попада в буря и губи представа за своето място и най-вече за географската дължина, т.е. какво разстояние му остава до брега…
През XIII в. са изработени първите карти „портолани“ (фиг.4), които показват бреговата линия с много детайли. Те са били особено полезни при опознаването на брега. Отличителен белег на портолана е розетката от прави линии, които се използват за определяне на посоката към желания краен пункт. Но и тези карти са неточни и не дават координатите на обектите. Изработвани са на ръка и са скъпи и редки. Картографията се развива бързо и създава различни типове представяния на земната повърхност върху равнината на картата, наречени проекции. През 1569 г. холандецът Г. Меркатор създава своята проекция, която в най-голяма степен удовлетворява специфичните изисквания на навигацията. На неговите карти меридианите са успоредни вертикални прави, а паралелите – успоредни хоризонтални прави. При еднаква разлика в координатите, напр. 10 о, разстоянията между меридианите са еднакви, а между паралелите нарастват от екватора към полюса. Курсът на кораба, сключващ постоянен ъгъл с меридиана, е права линия. Лесното начертаване на курсовете и пеленгите, както и лесното преминаване от проплавани разстояния към координати на крайната точка, са основните предимства на меркаторската карта. Тя е най-разпространената морска карта и днес (фиг.5).
В продължение на няколко столетия навигаторите от различни страни успяват да проучат практически всички брегове и да ги картографират точно. През 1884 г. е възприета единна система на координатите и времето. В края на XIX в. моряците вече разполагат с пълна колекция от карти на всички страни и морета, в няколко необходими мащаба. На тези карти са нанесени точни координати и постепенно се уеднаквяват условните знаци. Най-важното е, че всеки мореплавател може да си купи на добра цена нужните му карти, в стотици пристанища по целия свят. Моряците показват, че смятат безопасността на корабоплаването за най-важен стремеж и в това отношение не се делят на свои и чужди.
Наличието на точни карти в едър мащаб позволява да се води прецизен навигационен отчет за плаването. Развива се визуалната навигация, в която щурманът измерва пеленги и разстояния към характерни обекти от брега. Пеленгаторът на компаса става основен инструмент в тази работа. Изчислението на изминатия път се извършва по показанията на компаса (курс) и лага (скорост). Първият лаг с въже и плаваща котва е изобретен през XV в. и от него произтича наименованието „възел“ за единицата за скорост на кораба (възлите били заплетени на измерителното въже, за да се отчита отпуснатата дължина).
Визуалната навигация в значителна степен превръща крайбрежното плаване в рутинно действие, но плаването в открито море създава проблеми в продължение на много векове. Чак до XVIII в.мореплавателите могат да определят само ширината чрез наблюдения на небесните светила. За измерване на ъгли в тези наблюдения се използват астролабията, след 1742 г. по-точният октант (изобретен от И.Нютон), усъвършенстван след това в по-удобния секстант. Първите методи за определяне на дължината са много трудоемки и неточни. Допълнително препятствие е невъзможността да се измери точно времето в момента на наблюденията и това е преодоляно чрез създаването на морския хронометър (1761), който по това време е най-точното средство за измерване на времето. Едва през 1837 – 1875 г. е разработен метод за определяне на мястото на кораба по наблюдения на няколко небесни светила от Т. Съмнър, М.С. Илер и др. Определянето на мястото по това време изисква умения за измерване и изчисляване, които затрудняват повечето корабоводители, а мястото се получава за 2 часа с грешка от порядъка на 10 мили. Така че проблемът по това време е решен само по принцип, но практиката изисква нови по-лесни, по-бързи и по-точни методи.
Далечната навигация се развива успешно през ХХ в., когато са открити жирокомпасът (1906), ехолотът (1915), радиопеленгаторът (1920), радарът (1940) и радионавигационните системи (1942). Радарът заема особено важно място в съвременната навигация, защото е полезен не само за определяна мястото, но и за наблюдение на околната обстановка – с него кораби и бряг могат да бъдат откривани дори нощем, при валеж и мъгла. Радионавигационните системи дават възможност за определяне на мястото на големи разстояния. Най-добри се оказват спътниковите радионавигационни системи, които функционират от 1964 г. („Транзит“ – САЩ). Те определят мястото на кораба автоматично и непрекъснато, при това в целия Световен океан. Мястото се получава много точно – грешката е в метри. С появата на тези системи проблемът за определяне на мястото вече е решен напълно. Изкуствените спътници от различни типове спомагат и за други навигационни задачи – картографиране, метеорологични наблюдения, далечна свръзка и информационно обслужване за спасяване при бедствие. Използването на компютърната техника е ознаменувано със създаване на системи за разминаване и електронни карти.
През XXI в. моряците вече лесно получават нужната навигационна информация. Направени са и важни стъпки за автоматизиране на корабоводенето. Но всичко това не решава задачата за безопасно плаване. Все повече се налага схващането, че осмислянето на информацията, вземането на решение и непрекъснатият контрол от страна на човека-навигатор играят решаваща роля за осигуряването на безопасността на корабоплаването.
От друга страна, в съвременни условия управлението на кораба не се осъществява еднолично от неговия капитан. Днес това е процес, в който участват множество други специалисти и институции. Напр., в районите, в които се извършва интензивно корабоплаване, са въведени схеми от препоръчителни пътища, наподобяващи движението на автомобилите по сухопътните магистрали; специални брегови станции наблюдават трафика и дават указания при усложняване на обстановката, и т.н.
В процеса на развитието на навигацията нейният предмет си остава същият, но методите за събиране на информация се разрастват до такава степен, че в края на ХХ в се предлага терминът навигация да запази само смисъла за обработка на информацията. От останалите дейности се обособяват науките Морска лоция, Астронавигация. Технически средства за корабоводене, Морска хидрометеорология, Теория на маневрирането на кораба, Обединителното понятие в такъв случай става Корабоводене, а навигацията е част от него .

## Основни мерни единици и координати
За осъществяване на точна навигация преди всичко се формулират подходящи мерни единици и координатна система. Поради специфичната „неправилна“ форма на Земята те трябва да бъдат свързани с нейната форма и размери. В практиката са възможни три нива на навигационните задачи. В най-простите задачи се решава движение на кораба на малки разстояния и водната повърхност се смята за равнина. На второто ниво, при плаване на средни разстояния, Земята може да бъде приета за сфера. В този случай се формулират основните координати и мерни единици. По повърхността на сферата се прекарват меридианите, екваторът и паралелите, които са окръжности. Те формират координатна система, в която координатите са географски ширина, дължина и височина. Географската ширина се определя като дъга от меридиана, измерена от екватора до интересуващата ни точка. Тъй като в морската навигация много често се работи с координати, за удобство основната единица за разстояние – морска миля(n.mi) – се формулира равна на единица дъга (една дъгова минута) от меридиана. Съотношението между морската миля и метъра е: 1 n.mi. = 1852 m. Основната единица за скорост, равна на една морска миля за един час, се нарича възел (kn).
1 kn = 1 n.mi./h = 1.852 km/h = 0.514 m/s
При решаване на задачи, които изискват висока точност, Земята се представя не като сфера, а като ротационен елипсоид. Размерите и ориентацията на елипсоида се подбират така, че във възможната степен да се приближават до реалната форма на планетата. Предпочитаният елипсоид е WGS-84 (World Geodetic System-84). Именно в съответствие с него се определят геодезичните координати и се съставят повечето навигационни карти.

## Планиране на плаването
При подготовката на предстоящото плаване навигаторът събира необходимата информация и съставя подробен план. Съществените дейности са:
-	Проучва района на плаването по картата, лоцията и други навигационни пособия;
-	Събира хидрометеорологични данни и прогнози за времето в района за срока на плаването;
-	Отчита експлоатационните характеристики и състоянието на кораба: мореходност,
```
скорост, газене, вид на товара и изисквания за неговото опазване и т.н.
```

-	Съставя подробен план на маршрута, който съдържа началната точка, маршрутните точки, курсовете между поредните точки, времето за движение на всеки курс и бележки за контрол на движението. Курсовете се нанасят на карти и се записват в сборна таблица.
Добрата подготовка и особено съставянето на добре обоснован план играят важна роля за осигуряване на безопасността на плаването. С такъв план, при възникване на усложнения, навигаторът по-бързо се ориентира и намира правилни решения.
За подпомагане на планирането някои корабоплавателни компании поддържат архив на планове, предоставят компютърни програми за изчисленията и др. Издадени са и сборници (атласи) с препоръчителните маршрути за най-често провежданите плавания.
В районите с оживен трафик са обявени препоръчителни маршрути, които са нанесени на навигационните карти.

## Работа на навигатора по време на плаване
По време на плаването на мостика (или командния пункт) винаги има навигатор, който извършва навигационната работа и отговаря за безопасното плаване. Тази дейност се нарича навигационна вахта. При продължителни плавания вахтата се носи посменно, например по 4 часа, затова в екипажа на големите кораби има няколко навигатори.
По време на вахтата навигаторът неотлъчно се намира на мостика и извършва следното:
-	Събира и обработва навигационната информация, така че във всеки момент да знае в кое място се намира и каква е околната обстановка в навигационно отношение. За намиране на мястото прилага двата метода – изчисление и обсервация. На съвременните кораби тази работа до голяма степен се изпълнява с автоматизирани системи. Например, индикаторът на спътниковата навигационна система може да дава непрекъснато точното място на кораба в цифров вид (координатите ширина и дължина) или да показва точка на електронната карта. Независимо от наличието на автоматизирани средства, навигаторът извършва обсервации и по класическите способи, например с измерване на данни с пеленгатора и радара. Това увеличава сигурността на навигацията и допълва информацията;
-	Следи изпълнението на маршрута от предварителния план. При откриване на малко отклонение прави необходимата корекция. Ако отклонението е голямо, или възникват пречки за изпълнението на плана, докладва на капитана (командира), за да се направи изменение на плана;
-	Наблюдава обстановката около кораба, като обръща особено внимание на кораби, опасни плитчини, части от брега, състояние на времето и други явления, които могат да застрашат кораба. Поддържа връзка с центровете за управление на корабоплаването, системите за метеорологична информация и др., за да приеме евентуални предупреждения. От своя страна, той информира тези центрове и съседните кораби за своето движение и предстоящите си маневри;
-	Замества капитана (командира), ако той отсъства от мостика. Следи състоянието на кораба и работата на екипажа, при нужда дава нареждания и прави всичко необходимо за опазване на кораба и екипажа. Ако ситуацията е по-сложна, информира капитана (командира), който в такъв случай незабавно идва и поема управлението;
-	Записва всички събития, които имат значение за управлението на кораба, вкл. направените от него обсервации, промяната на времето и видимостта и т.н. в навигационния дневник. Дневникът е основният документ за дейността по управлението на кораба и съдържа необходимата информация за цялостно възстановяване на процеса и анализ на работата. След приключване на плаването картата се изтрива (и с това се подготвя за следващо използване), но дневникът се съхранява.

## Изчисление на пътя на кораба
Методът на изчислението (счислението) служи за отчитане на движението на кораба чрез измерване на неговата скорост, курса му и изтеклото време (Вж навигация). Съществено е, че всички необходими измервания се правят от собствените прибори на кораба (компас, лаг и часовник). Това дава възможност навигацията да бъде автономна, т.е. независима от външни източници и от условията на времето. Това е особено ценно, когато корабът не желае да разкрива присъствието си, при плаване на подводниците под вода и в др. случаи. Полезно е навигаторът периодично да изчислява мястото си и да го нанася на картата – тази работа се нарича графично счисление. Първо се начертава курсът и се поставя надпис, съдържащ стойността на курса по компаса и поправката на компаса в скоби;.сумата от двете числа е истинският курс ИК (на фиг. 5 ИК=102о), който следва корабът. Изчислените места се означават с чертичка, която пресича линията на курса на кораба и се добавят моментът и отчетът на лага (на фиг. 5 за момента 3ч 10 мин отчетът на лага е 26,5). Отчетът на лага показва изминатото разстояние в n.mi. от някакъв предварителен момент. Графичното изчисление решава няколко задачи, една от които е да се предскаже след колко време (или след колко разстояние) трябва да се направи завой за следващия курс.
Нанасянето на данните върху картата се нарича прокладка, а чертежът на курсовете при подготовката – предварителна прокладка.
Изчислението (счислението) е сравнително неточно по две причини: грешките на използваните прибори и външните влияния – вятър, течение и др. Външните влияния протичат като случайни процеси, но все пак е полезно да бъдат отчитани с някакви средни или прогнозни стойности. Напр. теченията в много райони са изучени и показват относителна постоянност. В такъв случай навигаторът може да отчете течението, като вземе данните за неговата посока и скорост от някое от пособията за плаване. Графичната работа се изпълнява по следния начин (фиг. 6):
На картата се нанася началната точка А, известна напр. от наблюдение на близкия бряг. Прокарва се зададеният курс, който води от А до желаната точка В (черната линия). В т. А се построява триъгълник на скоростите със страни: -Vk- скорост на кораба, Vт – скорост на течението, нанесена по неговата посока и V – резултативната скорост на кораба, която е сума от първите две скорости. Ъгълът на сноса (в случая 18о) е ъгълът между зададения курс и сумарната скорост. Продължението на сумарната скорост е действителната посока, по която ще се движи корабът (синята линия). Тя се нарича път или пътеви ъгъл (ПЪ). На фиг.6 се получава ПЪ = 54 + 18 = 72о. Съществено е, че корабът ще бъде управляван по зададения курс, а течението ще го снася (в случая – на юг), без да променя посоката му. В края на движението корабът ще се окаже в т. С. За да се намери мястото на кораба в даден момент, по показанието на лага се намира точката от планираното движение по зададения курс- т.1, ат нея се прекарва линия, успоредна на скоростта на течението, до линията на пътевия ъгъл, където ще бъде корабът – т.2. Там се поставя и надписът за момента и отчета на лага.
Тези построения се наричат отчитане на течението. Графичното счисление може да реши и обратната задача – при известно течение да се избере курс, който да осигури пристигане в желаната точка В.

## Визуални и радарни обсервации
Визуалната навигация се осъществява с наблюдение и измерване на избрани величини относно добре видими обекти (ориентири) от брега. Разработени са няколко способа за определяне на мястото, при които се измерват разстояния, пеленги и ъгли. Пример за определяне на мястото по разстояния е даден в статията Навигация. За осъществяване на визуалната навигация е необходимо навигаторът да познава или да открива кои са характерните ориентири и как са нанесени на картата. Такава информация се съдържа в помагалото Морска лоция.
Пеленгът е посока, ъгъл между северната част на меридиана и ориентира. На навигационната карта се начертава като права. За определяне на мястото на кораба минимално са необходими два пеленга до два ориентира и мястото се приема в пресечната им точка. В практиката се предпочита работа с три пеленга, която е по-точна (фиг.7).
Измерването на пеленгите става с пеленгатор – приспособление към компаса. Пеленгаторът има приспособления за насочване и оптична връзка към скалата на компаса, от която се получава измереният ъгъл.
Радарните обсервации се правят с измерване на пеленги и разстояния, също до брегови ориентири, но направени по екрана на радара. Начините за начертаване на измерените величини са същите, както и във визуалната навигация. Предимството на радара е, че може да работи добре и в условията на намалена видимост (нощем, при дъжд и мъгла), когато визуалните наблюдения са невъзможни.
Наблюдението с радара има някои съществени особености, които правят радиолокационната картина различна от визуалната. Различните материали и структури имат различна отразяваща способност при облъчването с радиовълни. На радарния екран обектите с метални, каменни и бетонни елементи, които добре отразяват радиовълните, се изобразяват ярко, а полегатите обекти и обектите от меки материали се показват бледи, или дори могат да отсъстват. Често явление е ниският пясъчен или блатист бряг въобще да не се вижда на радарния екран, а за очертания на сушата могат да бъдат сметнати скалите или каменните стени и сгради, намиращи се навътре в сушата. Затова навигаторът трябва да умее да чете радарното изображение и да използва за обсервации характерни обекти с добра отразяваща способност. Най-подходящи са т.нар. точкови ориентири, които сигурно се идентифицират на картата и разстоянията до тях се измерват много точно. Такива са напр. малък каменен остров, краят на вълнолом и др. сигурно се разпознават на картата. Индикаторът на радара е показан на фиг. 8. На екрана се вижда типично радиолокационно изображение. Корабът е в центъра, очертанията на брега са светложълти, наблюдават се и други кораби – петънца със следи („опашки“). Разстоянията се измерват с окръжност, чиито радиус навигаторът може да променя, показанието излиза на един от страничните дисплеи (в случая не е показано).
Определянето на мястото по радара е по-точно и по-удобно, отколкото по визуални способи. Единственият му недостатък е, че радарът може да открива обектите на ограничени разстояния. Ниските брегове се откриват на няколко мили, а високите скалисти брегове – на 30 – 50 мили. Този недостатък се преодолява от радионавигационните системи.

## Навигация с електронна карта и спътникова навигационна система
Електронната карта и приемникът на спътникова навигационна система са устройства, функциониращи на базата на компютри. Това дава възможност за бърза и точна работа, както и за реализиране на допълнителни функции.
Електронната карта е част от информационна система, известна като ECDIS. Цялата система се намира на борда на кораба и обединява информацията, постъпваща от всички навигационни устройства. Системата осъществява счислението, обсервациите и воденето на навигационния дневник. Електронната карта не само не отстъпва на традиционните хартиени карти, но и създава някои нови възможности, например за автоматизирано коригиране. Един от навигационните приемници се включва за постоянно показване на мястото на кораба. Най-често се използва приемникът на спътникова навигационна система. Мястото се показва като кръгче, което е нанесено в реално време и се движи в синхрон с движението на кораба (фиг. 9). Бързината на нанасянето на мястото е изключително предимство на ECDIS, особено при плаване в райони с интензивно корабоплаване – навигаторът не губи време за чертане, а има информацията в готов вид и може да отдели максимално внимание на оценката на ситуацията.
Вече е преминат началният период, през който съществуваха опасения, че системата с електронна карта може да създаде опасност от прекъсване на навигацията, например при повреди. Корабите вече могат да ползват електронната карта, без да водят паралелна прокладка върху хартиен екземпляр. Хартиените карти не се изхвърлят, а остават като резервен вариант. В особени случаи обаче навигацията се води паралелно на хартиена и електронна карти.
Спътниковите навигационни системи определят мястото на кораба чрез измерване на разстоянията до няколко навигационни спътника. Цялата система е сложно съоръжение, в което влизат поне 20 спътника, земен команден пункт и няколко допълнителни станции в различни краища на света. Определянето на мястото е възможно по цялата земна повърхност. То се извършва автоматизирано с помощта на компютър, вграден в корабния приемник. Основните изходни показания са: време, географски ширина и дължина, обикновено представени на цифров екран. Определянето на координатите става с грешка от 10 – 20 м., която с помощта на допълнителните станции се намалява до 1 – 5 м. Това задоволява и най-високите изисквания на морската навигация.
Освен определянето на координатите, спътниковата навигационна система се използва и за решаване на допълнителни задачи, като:
-	показване на точното време;
-	Проследяване на движението на кораба и съответствието му със зададения маршрут. Приемникът може да подава сигнал при отклонение от маршрута, при достигане на мястото за завой за следващия курс и др.;
-	Изработване на показания за средния курс и средната скорост, с които се движи корабът. Те се изчисляват от получените места на кораба за няколко минути.

Някои малки кораби и яхти плават в ограничени райони, които са добре познати на капитана им. За този случай могат да се използват малки опростени устройства, които представляват хибрид между приемник и електронна карта. Цялата информация се представя в графичен вид на един екран. Навигацията в известен смисъл се приближава до лоцманската, защото капитанът често не подготвя точен план, няма начертани курсове и т.н. В сравнение с класическия навигационен подход, такава навигация е привлекателна с простотата си и с малките разходи за навигационни средства.
Високата точност и бързина в определянето на координатите, както и допълнителните възможности превръщат спътниковата навигационна система в предпочитано навигационно средство. Приемници на системата се монтират на всички нови кораби. Спътниковата навигационна система е толкова ценна, че става един от приоритетите на големите морски държави. Точната и сигурна навигация придобива стратегическо значение. В началото на XXI в. най-популярна е системата е на САЩ – GPS, а с подобни възможности е и руската система Глонасс. Тяхното използване е безплатно за всички по света, но съществуват опасения от манипулиране на показанията в интерес на страните-собственички. Затова страните, които могат да си позволят необходимите разходи, създават собствени спътникови навигационни системи. Такива се изграждат в Китай и Европейския съюз(„Галилео“). Работи се и по пригаждане на корабните приемници за използване на сигналите на няколко от системите, което ще повиши надеждността на работата.